# Berenbosteler See
Der Berenbosteler See ist ein See in der Region Hannover. Der See liegt am westlichen Ortsrand von Garbsen zwischen der Bundesautobahn 2 und der Bundesstraße 6. Es handelt sich um eine ehemalige Tongrube einer Ziegelei.
Der See befindet sich in einem Naherholungsgebiet, dem etwa 20 ha großen „Park am Berenbosteler See“, mit Spielmöglichkeiten für Kinder und einem Restaurationsbetrieb nördlich des Sees. Der Spielplatz wurde 2021 erneuert. Der See wird viel von Wasservögeln genutzt.
Der See geriet im Sommer 2014 in die Schlagzeilen, als ein 35-Jähriger beim Schwimmen im See unterging und trotz sofort eingeleiteter Suchmaßnahmen mit Booten, Tauchern und einem Polizeihubschrauber erst zwei Tage später tot vom Seegrund geborgen werden konnte.